# Rivière aux écrevisses
La rivière aux écrevisses est un cours d'eau de Basse-Terre en Guadeloupe prenant sa source dans le parc national de la Guadeloupe et se jetant dans la rivière Corossol sur le territoire de la commune de Petit-Bourg.

## Géographie
La rivière aux écrevisses a un cours d'une longueur d'environ 2 km. Peu après la cascade aux écrevisses qui l'a rend célèbre, elle rejoint la rivière Corossol.